# معاونت فنی و عمرانی شهرداری تهران
معاونت فنی و عمرانی یکی از معاونت‌های هشت‌گانه شهرداری تهران است؛ از سال ۱۳۶۹ رسماً شروع به فعالیت کرده‌است. فعالیت‌های عمده این معاونت، انجام پروژه‌های عمرانی در شهر تهران است.اغلب پروژه‌ها در قالب ساخت پل، بزرگراه، تونل و ابنیه تعریف می‌شوند. به این مجموعه عملکردی باید ساماندهی شبکه جمع‌آوری و مدیریت آب‌های سطحی و همچنین تعمیر، مرمت، مقاوم‌سازی و به‌سازی لرزه‌ای پل‌های شهر تهران را نیز افزود.اقدامات عمرانی در سطح مناطق نیز به نوعی با هماهنگی معاونت یاد شده انجام می‌شود. همچنین تحقق هماهنگی میان معاونت‌های فنی و عمرانی مناطق بیست و دوگانه شهرداری تهران از دیگر ماموریت‌های این معاونت است. معاونت فنی و عمرانی برای تحقق ماموریت‌هایش واحدهای تابعه‌ای متعددی دارد. این معاونت از سه اداره کل «برنامه‌ریزی و توسعه شهرداری»، «هماهنگی فنی و عمرانی سازمان‌ها و مناطق»، «مالی و اداری» همچنین سازمان‌های «مشاور فنی و مهندسی»، «مهندسی و عمران»، «عمران مناطق شهرداری تهران» و شرکت‌های «خاکریز آب» و «یادمان سازه» تشکیل شده‌است. همچنین ریاست و دبیری شورای فنی شهرداری تهران نیز با معاون فنی و عمرانی شهرداری است؛ دبیرخانه شورای فنی مدیریت شهری هم در این معاونت مستقر است. 

## معرفی
معاونت فنی و عمرانی از سال ۱۳۶۹ رسماً شروع به فعالیت کرده‌است. در این بخش مروری بر ساختار و ماموریت‌های معاونت فنی و عمرانی انجام می‌شود. از زمان تأسیس تا کنون هجده نفر سکان مدیریت این بخش از شهرداری را به عهده داشتند.
ساختار
فعالیت‌های عمده این معاونت، انجام پروژه‌های عمرانی در شهر تهران است.اغلب پروژه‌ها در قالب ساخت پل، بزرگراه، تونل و ابنیه تعریف می‌شوند. به این مجموعه عملکردی باید ساماندهی شبکه جمع‌آوری و مدیریت آب‌های سطحی و همچنین تعمیر، مرمت، مقاوم‌سازی و به‌سازی لرزه‌ای پل‌های شهر تهران را نیز افزود.اقدامات عمرانی در سطح مناطق نیز به نوعی با هماهنگی معاونت یاد شده انجام می‌شود. معاونت فنی و عمرانی برای تحقق ماموریت‌هایش واحدهای تابعه‌ای متعددی دارد. این معاونت از سه اداره کل «برنامه‌ریزی و توسعه شهرداری»، «هماهنگی فنی و عمرانی سازمان‌ها و مناطق»، «مالی و اداری» همچنین سازمان‌های «مشاور فنی و مهندسی»، «مهندسی و عمران»، «عمران مناطق شهرداری تهران» و شرکت‌های «خاکریز آب» و «یادمان سازه» تشکیل شده‌است.
علاوه بر نهادهای یاد شده اداره‌های «املاک و سرمایه‌گذاری»، «قراردادها و امور حقوقی» و «آمار و مستندسازی» نیز از دیگر بخش‌های این معاونت است. در ساختار اداری این نهاد نیز جایگاهی برای مشاوران تعریف شده‌است. همچنین ریاست و دبیری شورای فنی شهرداری تهران نیز با معاون فنی و عمرانی شهرداری است؛ دبیرخانه شورای فنی مدیریت شهری هم در این معاونت مستقر است. همچنین به استناد مصوبه شورای اسلامی شهر تهران در سال ۱۳۸۲، نهاد مدیریت شهری مکلف به تشکیل شورای فنی شهرداری تهران شد.
شورای فنی
به استناد مصوبه شورای اسلامی شهر تهران در سال ۱۳۸۲، نهاد مدیریت شهری مکلف به تشکیل شورای فنی شهرداری تهران شد. مهر ماه همان سال با پیشنهاد شهردار وقت و تصویب شورای اسلامی شهر تهران، احکام سه نفر اعضای آن صادر و فعالیت شورا برای مدتی قریب به یک سال ادامه یافت. در آبان ماه ۱۳۸۳، وظایف شورای فنی شهرداری تهران توسط شورای اسلامی شهر به تصویب رسید. از آن زمان بنا به دلایل مختلف، برگزاری جلسه‌های شورای فنی متوقف شد. در دی ماه ۱۳۸۹، اعضای جدید شورای فنی توسط شهردار به شورای اسلامی شهر معرفی شد و نهایتاً پس از تأیید اعضاء در فروردین ماه ۱۳۹۰ توسط شورای اسلامی شهر، این شورا به صورت رسمی مجدداً آغاز به کار کرد. همچنین اعضای شورای فنی شهرداری تهران بر اساس مصوبه مورخ ۱۲ مهر ۱۳۹۷ از سه به پنج نفر افزایش یافت و وظایف دبیرخانه شورای فنی به دفتر نظام فنی و اجرایی مستقر در معاونت فنی و عمرانی محول شد.
فهرست معاونان فنی و عمرانی از آغاز تاکنون
| نام                                     | مدت مسئولیت                            | شهردار                      | منبع                        |
| --------------------------------------- | -------------------------------------- | --------------------------- | --------------------------- |
| عباس شعبانی هادی حق‌بین عباس شعبانی      | ۱۴۰۳ تاکنون ۱۴۰۲ تا ۱۴۰۳ ۱۴۰۰ تا ۱۴۰۲  | علیرضا زاکانی               | [ ۶ ] [ ۷ ]                 |
| صفا صبوری دیلمی                         | ۱۳۹۷ تا ۱۴۰۰                           | پیروز حناچی                 | [ ۸ ] [ ۹ ] [ ۱۰ ]          |
| ایرج معزی                               | ۱۳۹۷                                   | سید محمدعلی افشانی          | [ ۱۱ ] [ ۱۲ ]               |
| پیروز حناچی                             | ۱۳۹۷ تا ۱۳۹۶                           | محمدعلی نجفی                | [ ۱۳ ]                      |
| علیرضا جاوید مازیار حسینی احمد دنیامالی | ۱۳۹۶ تا ۱۳۹۴ ۱۳۹۴ تا ۱۳۸۸ ۱۳۸۴ تا ۱۳۸۸ | محمدباقر قالیباف            | [ ۱۴ ] [ ۱۵ ] [ ۱۶ ] [ ۱۷ ] |
| محمد علی‌آبادی                           | ۱۳۸۲ تا ۱۳۸۴                           | محمود احمدی‌نژاد             | [ ۱۸ ]                      |
| جواد شعرباف                             | ۱۳۸۰ تا ۱۳۸۲                           | محمدحسن ملک‌مدنی             | [ ۱۹ ]                      |
| کاظم صراف رضوی علی مقدس‌زاده             | ۱۳۷۹ تا ۱۳۸۰ ۱۳۷۹                      | مرتضی الویری                | [ ۲۰ ] [ ۲۱ ]               |
| قاسم تقی‌زاده خامسی ابوالقاسم آشوری      | ۱۳۷۶ تا ۱۳۷۹ ۱۳۶۸ تا ۱۳۷۶              | غلامحسین کرباسچی            | [ ۲۱ ] [ ۲۲ ]               |
| جلال طباطبایی                           | ۱۳۶۷ تا ۱۳۶۸                           | سید مرتضی طباطبایی (سرپرست) | [ ۲۳ ]                      |
| حسن موسوی                               | ۱۳۶۲ تا ۱۳۶۷                           | محمدنبی حبیبی               | [ ۲۳ ]                      |

مستند به مصوبه قانونی برخی از وظایف شورای فنی به این شرح است.
- تدوین نظام فنی و اجرایی و پیشنهاد آن به شورای اسلامی شهر تهران جهت تصویب.
- تصویب نرخ قراردادهای خاص.
- اظهارنظر دربارهٔ قیمت‌های پیشنهادی مناقصه‌ها در مواردی که بالاتر از نصاب تعیین‌شده باشد.
- اتخاذ تصمیم در مسائل فنی و تخصصی مورد سؤال واحدهای شهرداری و کارفرمایان در صورت فقدان راه‌حل مشخص مبتنی قرارداد
- تجدیدنظر در نرخ پیمان‌ها در صورت لزوم
- بررسی ضرر و زیان ادعایی طرف‌های قرارداد

وظایف و ماموریت‌ها
در این بخش مروری بر برخی از وظایف و ماموریت‌های معاونت فنی و عمرانی خواهیم داشت.
- نظارت بر رعایت مقررات و ضوابط فنی و عمرانی
- حسن اجرای امور فنی و عمرانی و ستادی
- تدوین استانداردها و معیارهای امور فنی و عمرانی شهرداری، اعمال و کنترل رعایت آن‌ها
- صدور مجوزهای حفاری در ارتباط با تأسیسات زیربنایی و عمومی شهر
- تعیین و پیاده نمودن طرح‌های اجرایی مصوب شهرداری
- تعیین و تصویب طرح هدایت آب‌های سطحی و پوسته و محور معابر ۴۵ متری و بالاتر و تقاطع‌های مربوط
- طراحی و احداث بزرگراه‌ها و تقاطع‌های غیر همسطح
- طراحی و احداث کانال‌های هدایت و جمع‌آوری آب‌های سطحی شهر تهران
- نوسازی چینی جاهای فرسوده و مقاوم‌سازی آنها در برابر زلزله
- تعمیر و نگهداری و مقاوم‌سازی پلهای سواره رو
- تعمیر و نگهداری سطح معابر شهر تهران (آسفالت ـ جدول ـ پیاده‌رو)
- احداث پارکینگ‌های طبقاتی
- ساخت مجموعه‌های بزرگ مسکونی و ورزشی و تفریحی و تجاری و اداری
- مدیریت و راهبری پروژه‌های مطالعاتی و اجرایی مناطق شهرداری تهران
- گسترش شبکه معابر و بزرگراهی و احداث پل‌ها و تقاطع غیر همسطح
- طرح ایجاد، توسعه و تجهیزات شبکه فاضلاب و جمع‌آوری آب‌های سطحی
- ایجاد اماکن و فضاهای ورزشی، تفریحی و فرهنگی
- ایجاد و توسعه تأسیسات و فاضلاب شهری
- مقاوم‌سازی بافت‌های فرسوده

## اداره‌های کل
این معاونت از سه اداره کل «برنامه‌ریزی و توسعه شهرداری»، «هماهنگی فنی و عمرانی سازمان‌ها و مناطق»، «مالی و اداری» تشکیل شده‌است؛ در این بخش نگاهی به فعالیت آن‌ها داریم.
برنامه‌ریزی و توسعه شهری
اداره کل برنامه‌ریزی و توسعه شهری در بدو تشکیل معاونت فنی و عمرانی شهرداری تهران از سال ۱۳۶۹ با عنوان اداره کل هماهنگی، برنامه و اعتبارات فنی و عمرانی شروع به کار نمود، بعدها نام آن به اداره کل برنامه‌ریزی و توسعه شهری معاونت فنی و عمرانی تغییر پیدا کرد. اداره کل یاد شده از بخش‌های و اداره‌های «ارزیابی عملکرد»، «برنامه، بودجه و امور شورا»، «تشکیلات و بهبود روش‌ها»، «فناوری اطلاعات و ارتباطات»، «بررسی‌های فنی»، «توسعه شهری و زیر ساخت‌ها» همچنین یک معاونت تشکیل شده‌است. برخی از وظایف این اداره کل به شرح زیر است.
- تجزیه و تحلیل آمار و کنترل، پروژه‌های معاونت فنی و عمرانی
- تهیه و تنظیم برنامه و بودجه معاونت فنی و عمرانی
- بازنگری و به روزرسانی نمودارهای تشکیلاتی و بهبود سیستم‌های واحدهای مختلف معاونت فنی و عمرانی
- اداره امور رایانه‌ای معاونت فنی و عمرانی
- راهبری و صدور مجوز حفاری در سطح شهر تهران
- هماهنگی با شرکت‌های خدماتی در جهت رفع معارض پروژه‌های عمرانی

هماهنگی سازمان‌ها و مناطق
از اداره کل هماهنگی فنی و عمرانی سازمان‌ها و مناطق به عنوان بازوی اجرایی، معاونت فنی و عمرانی یاد می‌شود. این نهاد سال ۱۳۶۹ برای هماهنگی بین مناطق بیست و دوگانه شهر تهران با تکیه بر اصالت مناطق آغاز به فعالیت کرد. به دلیل تنوع پروژه‌های عمرانی در کلانشهر تهران همچنین به منظور به‌کارگیری تخصص‌های متعدد در عمران شهری متناسب با پروژه‌های مختلفی زیرساختی و عمرانی و تحقق حداکثری تناسب میان کمیت و کیفیت پروژه‌های عمرانی این نهاد تأسیس شد.
به‌طور کلی فعالیت‌های اداره کل یاد شده به دو بخش فنی - اسنادی و نظارت بر امور اجرایی تقسیم می‌شود. بخش فنی و اسنادی با سه اداره «امور پیدایش طرح‌ها»، «امور ارجاع کار» و «امور تحویل تضمین و بهره‌برداری» برنامه‌هایش را پیش می‌برد. وظیفه پایش عملکرد و ایجاد وحدت رویه در پیدایش طرح‌ها، ایجاد اسناد پیمان در حین اجرا و در نهایت تکمیل اسناد پایانی را بر عهده دارند. همچنین در بخش نظارت بر امور اجرایی نیز با چهار اداره «ارزیابی عملکرد، ابلاغ معیارها و تدوین ضوابط»، «نظارت فنی و تخصصی شرکت‌ها و سازمان‌ها»، «نظارت فنی و تخصصی میدانی و امور عاملان همکار» ماموریت‌ها و وظایفش را محقق می‌کند و عملاً با بازدیدهای میدانی مستمر نسبت به رصد پروژه‌های عمرانی و ایجاد هماهنگی در فعالیت‌ها با موارد در نظر گرفته شده در نظام فنی و اجرایی اقدام می‌نماید.
همچنین این اداره کل دو کمیته تخصصی ارزیابی و ارزشیابی تولیدکنندگان آسفالت و نیز هیئت رسیدگی به عملکرد عاملان همکار را داراست که به ترتیب درخصوص تشخیص صلاحیت (ارزیابی) تولیدکنندگان آسفالت همکار شهرداری تهران و دیگری نیز وظیفه تأیید فرایند و نتایج ارزیابی صلاحیت و ارزشیابی عملکرد تولیدکنندگان را بر اساس آیین‌نامه تشخیص صلاحیت تولیدکنندگان آسفالت را برعهده دارد. برخی از وظایف اداره کل هماهنگی فنی و عمرانی سازمان‌ها و مناطق به شرح زیر است.
- تهیه و تدوین دستورالعمل‌های فنی و عمرانی
- هماهنگی در برنامه‌ریزی اجرائی کلان پروژه‌های عمرانی شهرداری‌های مناطق و سازمان‌های مشمول
- جمع‌آوری اطلاعات مربوط به وضعیت معابر و ابنیه فنی شهر تهران از طریق معاونت فنی و عمرانی مناطق
- ارتقای کیفی پروژه‌های عمرانی مناطق
- ایجاد ابزار و امکان‌های لازم برای تسهیل و تسریع طرح‌ها و پروژه‌های عمرانی مناطق و نواحی
- بازنگری و توسعه نظام ارزیابی مستمر صلاحیت و عملکرد تولیدکنندگان، پیمانکاران و مشاوران همکار با حوزهٔ عمرانی شهرداری
- توسعهٔ نظام تعیین صلاحیت و ارزیابی عملکرد معاونان فنی و عمرانی مناطق و نواحی شهرداری
- نظارت بر اجرای پروژه‌های عمرانی مناطق و سازمان‌های مشمول
- رسیدگی نهائی به دعاوی و اختلافات فی مابین مهندسین مشاور و پیمانکاران با شهرداری‌های مناطق
- ارزیابی کیفی کارایی معاونت‌های عمرانی مناطق
- نظارت بر حسن اجرای نظام فنی اجرایی در حوزه فنی و عمران مناطق بیست‌دوگانه

مالی و اداری
اداره کل مالی و اداری یکی دیگر از ادارات کل معاونت فنی و عمرانی شهر تهران است که در دو بعد درون سازمانی و اداره کل دفتر مالی و اداری فنی و عمرانی وظایفی را به عهده دارد. اداره‌های «حسابداری»، «اعتبارات»، «اداری» و «پشتیبانی» از بخش‌های چهارگانه این اداره کل است. مهمترین خدمات این بخش تنظیم اسناد مالی عنوان شده‌است. برخی از اهداف و ماموریت‌های این اداره کل به شرح زیر است.
- دریافت اعتبارات بودجه نقد و غیرنقد (جاری و عمرانی)
- رسیدگی بر اجرای بودجه مصوب و موجود سازمان‌ها، شرکت‌ها و ادارات کل تابعه معاونت فنی و عمرانی
- انجام تعهدات مالی در حدود اعتبارات مصوب
- تفکیک، تهیه و تنظیم کلیه اسناد و صورت‌حساب‌های مالی معاونت فنی و عمرانی و حفظ و نگهداری آن‌ها
- کنترل و نگهداری حساب منابع مالی دریافتی و پرداختی برابر بودجه مصوب و…
- نظارت بر تطبیق هزینه‌ها براساس مفاد قراردادهای منعقده و صورت حساب‌ها مبتنی بر مقررات مالی شهرداری
- نظارت به کلیه اسناد هزینه‌های جاری و عمرانی در معاونت فنی و عمرانی
- تعیین قیمت تمام شده پروژه‌ها و…

## سازمان‌ها
سازمان‌های «مشاور فنی و مهندسی»، «مهندسی و عمران»، «عمران مناطق شهرداری تهران» از نهادهای وابسته به معاونت فنی و عمرانی است.

### مشاور فنی و مهندسی
سازمان مشاور فنی و مهندسی شهر تهران مأموریت ارائه خدمات به معاونت فنی و عمرانی و همچنین نهادها و دستگاه‌های مرتبط با شهرداری تهران مکلف است. همچنین در صورت لزوم به حوزه‌های متقاضی خارج از شهرداری در امور فنی و مهندسی و شهرسازی خدماتش را ارائه می‌دهد. سال ۱۳۷۰ آغاز رسمی فعالیت‌های سازمان مشاور فنی و مهندسی عنوان شده‌است.
ساختار و وظایف
سازمان یاد شده برای پاسخگویی به نیازهای توسعه شهر تهران، برنامه‌ریزی، مطالعات و طراحی پروژه‌های متعددی را به انجام رسانده‌است. کار ویژه سازمان مدیریت، هدایت و راهبری پروژه‌های زیرساختی و عمرانی است. این سازمان طرف قرارداد با بیش از ۲۵۰ شرکت مهندسین مشاور بوده‌است؛ طی سه دهه فعالیت قریب به ۱۵۰۰ قرارداد فنی با شرکت‌های مهندسین مشاور عقد کرده‌است.این سازمان در جهت پیشبرد ماموریت‌هایش دارای معاونت‌های «مالی و اداری»، «فنی و مهندسی» و «مرکز مطالعات ژئوتکنیک و مقاومت مصالح» است. معاونت مالی و اداری وظیفه پشتیبانی از واحدهای امور حقوقی و قراردادها، امور مالی، امور اداری، رفاهی، آموزش و خدمات پشتیبانی را عهده‌دار است. برخی از وظایف عمده سازمان مشاور فنی و مهندسی شهر تهران به شرح زیر است.
- انجام مطالعات و طراحی پروژه‌های عمرانی مورد نیاز شهرداری تهران
- انجام مطالعات طرح‌های جامع و زیربنایی
- انجام مطالعات مقاوم‌سازی و نگهداشت پل و ابنیه
- انجام خدمات نقشه‌برداری
- انجام مطالعات ژئوتکنیک و مقاومت مصالح
- تهیه و تدوین مشخصات و معیارهای فنی برای انجام مهندسی و عملیات طرح‌های عمرانی
- بررسی و تصویب گزارش‌ها و طرح‌های تهیه شده توسط مشاوران همکار
- انجام پژوهش‌های عملیاتی در ارتباط با نیازهای فنی و مهندسی شهرتهران
- انجام نظارت بر اجرای پروژه‌های مورد نیاز شهرداری تهران

مطالعات ژئوتکنیک و مقاومت مصالح
مرکز مطالعات ژئوتکنیک و مقاومت مصالح با هدف انجام مطالعات ژئوتکنیک و ارائه خدامت آزمایشگاهی به عنوان یکی از بازوهای سازمان مشاور فنی و مهندسی شهر تهران شکل گرفته‌است. سابقه فعالیت این مرکز تخصصی به سال‌های دهه پنجاه خورشیدی بازمی‌گردد در مروری اجمالی تطور آن به شرح زیر است.
- ۱۳۴۹ مستند به مصوبه انجمن شهر تهران، آزمایشگاه مکانیک خاک تأسیس شد. (واقع در خیابان ایرانشهر)
- ۱۳۷۲ در ساختار اداری به «اداره کل» ارتقاء یافت.
- ۱۳۷۳ با تغییر نام به «شرکت خاک صحرا» به فعالیتش ادامه داد. (واقع در بزرگراه جلال آل‌احمد)
- ۱۳۷۷ سرانجام با ارتقاء به «مرکز» ذیل سازمان مشاور فنی و مهندسی شهر تهران فعالیتش را ادامه می‌دهد. (واقع در بلوار مرزداران)

این مرکز مسئولیت اقدامات پشتیبانی پروژه‌ها از امکان‌سنجی تا اجرا را در قالب انجام آزمایش‌ها مختلف، ژئوتکنیک، مکانیک خاک، بتن، آسفالت را بر عهده دارد. در پنج گروه تخصصی «مطالعات ژئوفیزیک و زیرسطحی»، «مقاومت مصالح»، «آزمایشگاه‌های مقیم»، «ژئوتکنیک» و «پشتیبانی» فعالیت می‌کند.
معاونت فنی و مهندسی
این معاونت، مدیریت عموم فعالیت‌های فنی سازمان را بر عهده دارد. در قالب گروه‌های «برنامه‌ریزی و توسعه»، «معماری و شهرسازی»، «آب و محیط زیست»، «نقشه‌برداری»، «پل و بزرگراه‌ها»، «مقاوم‌سازی سازه‌ها»، «تونل و پایش گودها»، «تدوین ضوابط»، «پایش سلامت سازه‌ها» کارشناسی و نظارت بر طراحی و مطالعات پروژه‌های مناطق متعدد شهرداری و سایر سازمان‌های شهری را انجام می‌دهد. هسته‌های کارشناسی و تصمیم‌گیری تحت پوشش معاونت فنی و مهندسی سازمان شامل هیئت‌های بررسی آب‌های سطحی، برآورد، تونل، سازه، سیویل، ژئوتکنیک، بررسی معماری و شهرسازی، بررسی مقاوم‌سازی، کمیته فنی و کمیته رسیدگی به تأخیرات پروژه می‌باشد. دفتر فناوری اطلاعات و مرکز اسناد فنی و کتابخانه تخصصی نیز توسط این واحد هدایت می‌شوند.

### مهندسی و عمران
سازمان مهندسی و عمران شهر تهران در اسفندماه سال ۱۳۶۸ به مقصود ایجاد بزرگراه‌ها، تقاطع‌های غیر همسطح، معابر استاندارد و… تأسیس شد. کار ویژه سازمان ارتقای کمی و کیفی طرح‌های عمرانی، تسریع در اجرای آن‌ها و رفع نیازهای اساسی شهرداری تهران در زمینه مهندسی و عمران است. برخی از فعالیت‌ها مستند به اساسنامه عبارتند از «مطالعات کاربردی، برنامه‌ریزی و مدیریت اجرایی و ساخت پروژه‌های عمرانی از قبیل احداث ساختمان‌ها، بزرگراه‌ها، پل‌ها، ابنیه فنی، تونل‌ها و سایر تأسیسات و زیرساخت‌های مورد نیاز شهر تهران همچنین تأمین مصالح و تجهیزات مورد نیاز پروژه‌های عمرانی مذکور با اولویت استفاده از ظرفیت‌های فنی و تخصصی بخش خصوصی»، «برنامه‌ریزی و مدیریت جهت خرید و فروش، اجاره، رهن و استیجاره املاک واقع در طرح‌های توسعه شهری»، «سرمایه‌گذاری و مشارکت با اشخاص حقیقی و حقوقی ذیصلاح در اجرای پروژه‌های عمرانی»
ارکان و ساختار
مدیریت سازمان مهندسی و عمران مبتنی بر روند «شورایی» اداره می‌شود. اعضاء شورای عبارتند از شهردار تهران رئیس شورا، معاون فنی و عمرانی، نماینده وزارت کشور، دو نفر کارشناس متخصص در رشته‌های مرتبط به پیشنهاد شهردار و تأیید شورای سازمان) این نهاد دارا یک هیئت مدیره است. دیگر بخش‌های سازمان هم عبارتند از  «مجری طرح‌های بزرگراهی و تقاطعات»، «معاونت مهندسی و برنامه‌ریزی (مدیر کنترل پروژه و برنامه‌ریزی)»، «معاونت اجرایی (مدیر پروژه پل‌ها و علائم ایمنی و ترافیک، مدیر تولید و اجرای عملیات آسفالتی)» معاونت مالی و اداری.
استراتژی‌های کلان
برخی از استراتژی‌های کلان سازمان به این شرح است.
- توسعه انجام پروژه‌ها از طریق روش تأمین مالی غیرنقدی
- استفاده از ظرفیت‌های موسسات مالی و اعتباری برای تأمین منابع مالی پروژه‌ها
- به‌کارگیری، جذب، یادگیری و بومی سازی تکنولوژی‌های احداث زیر ساخت‌های شهری
- توسعه مکانیزم‌های همکاری با منابع دانشی موجود در درون کشور مانند مراکز تحقیقاتی و دانشگاهی، شرکت‌ها و مشاوران و پیمانکاران خصوصی توانمند
- گسترش خدمات سازمان در اجرای پروژه‌های سایر کلان‌شهرها
- توسعه بازار آسفالت و بتن تولیدی سازمان در سطح شهرهای حاشیه‌ای تهران
- افزایش ظرفیت تولید آسفالت و بتن به منظور کاهش وابستگی به درآمدهای شهرداری
- نوسازی و بهسازی ماشین آلات، تجهیزات و کارخانجات بر اساس تکنولوژی‌های نوین
- نوسازی و بهسازی کارخانجات تولید آسفالت منطبق با قوانین زیست‌محیطی
- واگذاری یا فروش ماشین آلات فرسوده به روش‌های مختلف مانند اجاره به شرط تملیک به پیمانکاران
- توسعه و بهره‌گیری از ظرفیت‌های پیمانکاری کشور

ماموریت‌ها
این سازمان مسئولیت‌های متعدی در توسعه شبکه بزرگراهی تهران و نگهداریاز آن‌ها به عهده دارد که برخی از آن‌ها عبارتند از
- تکمیل و توسعه شبکه بزرگراهی شهر تهران (۶۱۳ کیلومتر بزرگراه شهری، ۲۴ کیلومتر تونل شهری، ۳۸۵ دستگاه پل)
- مدیریت نظارت و اجرای مراکز تفریحی و رفاهی
- احداث دریاچه شهدای خلیج فارس، بوستان ولایت، پارک جنگلی یاس، بوستان پردیسان، چهارباغ، مصلی تهران و پارک هرندی
- نگهداشت شبکه بزرگراهی به‌صورت مستمر در قالب تعمیر و نگهداری توسط معاونت اجرایی سازمان
- ظرفیت تولید ۰۰۰ر۲۰۰ر۱ تن آسفالت در سال
- کمک در شرایط بحران حادث شده در شهر تهران

### عمران مناطق
سازمان عمرانی مناطق شهرداری تهران اواخر دهه هشتاد فعالیتش را آغاز کرد. از سال ۱۳۶۵ در شهرداری تهران شرکت‌های کارگزاری با هدف تسهیل و تسریع عملیات عمرانی مناطق تأسیس شدند و با ماموریت‌هایی نظیر خرید مصالح، توسعه ابنیه، بهره‌برداری از فضاهای عمومی نظیر پارکینگ و ورزشگاه به فعالیت‌های خود ادامه دادند. عملکرد این کارگزاری‌ها در طی سال‌های ارائه خدمات به شهرداری تهران با چالش‌هایی روبرو شد، در همین راستا مدیران شهری برای تحقق حداکثری قابلیت‌های اجرایی و هماهنگی و انسجام در نحوه مدیریت بر سازمان‌ها و شرکت‌های وابسته اقدام به انحلال این شرکت‌ها در جهت ادغام آنها در قالب سازمان عمرانی مناطق، کردند. بر این اساس و همچنین مصوبه اسفند ماه ۱۳۸۷ شورای شهر تهران، سازمان عمرانی مناطق از خرداد ۱۳۸۸ آغاز به کار کرد. این سازمان از سه معانت «فنی»، «مالی و برنامه‌ریزی» و «اجرایی» تشکیل شده‌است. برخی از بخش‌های این سازمان برای تحقق ماموریت‌هایش عبارتند از «اداره املاک» و «اداره حقوقی». برخی از وظایف این سازمان عبارتند از
- ارائه خدمات مطالعاتی، تحقیقاتی، برنامه‌ریزی، طراحی، اجرا و نظارت بر کلیه امور عمرانی و توسعه شهری و امور ارجاعی از طرف شهرداری
- انجام کلیه امور مرتبط با خدمات مهندسی، اجرای ابنیه، سیویل، پل، راه و باند، تأسیسات و زیر ساخت‌های شهری
- انجام مطالعات مربوط به مکان‌یابی، امکان‌سنجی، طراحی و کلیه امور مرتبط جهت احداث پارکینگ‌های عمومی طبقاتی اعم از مکانیزه، رمپی و…
- تهیه، تولید، تأمین انواع قطعات بتنی، بتن آماده، مصالح ساختمانی، راه‌سازی
- تهیه، تولید، تأمین انواع تجهیزات کارگاهی، تجهیزات ترافیکی، مبلمان شهری و احداث و مدیریت کارخانه‌های مربوط
- تولید قطعات پیش ساخته
- ساخت و ساز و فروش، واگذاری املاک، ساختمان، تأسیسات و ابنیه.
- انجام امور پیمانکاری، اعم از خدمات مهندسی و عمرانی.
- انجام معاملات و دادو ستد و انعقاد قراردادهای مربوط با سازمان.
- اخذ اعتبارات و تسهیلات لازم از نظام بانکی داخل و خارج از کشور و موسسات مورد تأیید شهرداری.
- سرمایه‌گذاری و مشارکت با اشخاص حقیقی و حقوقی و سایر شرکت‌ها و سازمان‌های شهرداری مرتبط با فعالیت سازمان
- جلب مشارکت‌های عمومی.

## شرکت‌ها
شرکت‌های خاکریز آب و یادمان سازه دو نهاد و شرکت وابسته به معاونت فنی و عمرانی شهرداری تهران هستند.

### خاکریز آب
شرکت خاکریز آب سال ۱۳۷۲ به منظور جمع‌آوری و هدایت آب‌های سطحی پایتخت تأسیس شد.
معرفی
عمده فعالیت این شرکت در زمینه اجرای زیرساخت‌های مربوط به کنترل سیلاب، مدیریت هدایت آب‌های سطحی از قبیل احداث حوضچه‌های رسوب‌گیر تونل‌ها و کانال‌های روباز و سرپوشیده است. این شرکت تاکنون فعالیت‌های احداثی متعددی در زمینه جمع‌آوری و هدایت آب‌های سطحی مناطق مختلف تهران انجام داده‌است. نخستین تلاش‌ها برای «جمع‌آوری، انتقال و تصفیه فاضلاب شهری» و «جمع‌آوری و هدایت آب‌های سطحی تهران» به دهه پنجاه خورشیدی بازمی‌گردد. از آن زمان مسئولیت جمع‌آوری و هدایت آب‌های سطحی بر عهده شهرداری قرار گرفته‌است. مسئولیت انجام این مأموریت از دهه پنجاه تا اواخر دهه شصت برعهده «اداره کل عمران مسیل‌ها و قنوات» قرار گرفته بود. سرانجام سال ۱۳۶۹ با تشکیل سازمان مهندسی و عمران شهر تهران اداره کل یاد شده منحل و وظایف آن به سازمان مذکور واگذار شد. در سال ۱۳۷۲ بنا به درخواست و موافقت بانک جهانی مبنی بر پرداخت وام به شهرداری تهران با شرط تشکیل شرکت مستقل، معاونت فنی و عمرانی شهرداری تهران به منظور تحقیقات، مطالعات و تهیه طرح‌ها و اجرای کلیه عملیات مربوط به آب‌های سطحی «شرکت خاکریز آب» را تأسیس کرد.
ساختار و ارکان
این شرکت از سه معاونت «فنی و مهندسی»، «اجرایی و نظارت» و «مالی و اداری» تشکیل شده‌است. معاونت فنی و مهندسی کار طراحی و تأیید طرح‌ها و پروژه‌ها را بر عهده دارد و هچنین تعیین ضوابط فنی جهت انجام فعالیت‌های شرکت و مشاوران و پیمانکاران و نیز بررسی توان فنی و اجرایی آنها از دیگر ماموریت‌های این معاونت است. در نهایت کنترل پروژه‌ها از حیث تطبیق با برنامه‌ها و بودجه و زمان‌بندی و تأیید نهایی صورت وضعیت‌ها عهده‌دار است. همچنین سازمان اجرایی و نظارت بر فعالیت پیمانکاران و مشاوران جهت انجام پروژها طبق ضوابط اعلام شده و تأیید اولیه پیمانکاران و صورت حساب‌ها را عهده‌دار است. اداره‌های احیا و ساماندهی رودخانه‌ها، نگهداشت هم از زیرمجموعه‌های این معاونت است.
وظایف
برخی از مهمترین ضوابط این شرکت به شرح زیر است.
- جلوگیری از وقوع سیلاب و خطرات احتمالی جانبی و مالی آن
- پیشگیری از آب‌گرفتگی معابر و ایجاد اختلال در تردد وسایل نقلیه و عابرین
- پیشگیری از انتقال رسوبات آبگرفتگی به شهر با احداث حوضچه‌های رسوب‌گیر
- جلوگیری از ورود روان آب‌های جاری در اثر بارندگی به منازل مسکونی، واحدهای تجاری و اداری
- مدیریت و بهره‌برداری از آب‌های سطحی، جمع‌آوری و هدایت شده
- جمع‌آوری، انتقال و هدایت روان آب‌ها به مخازن جهت مصارف مختلف
- حفظ و ذخیره روان‌آب‌های ناشی از بارندگی به صورت منطقه‌ای و حداکثرسازی ذخیره آنها
- پایش شبکه‌های اصلی جمع‌آوری آب‌های سطحی شهر تهران
- نظارت عالیه بر پروژه‌های در دست احداث شبکه‌های جمع‌آوری آب‌های سطحی شهر تهران توسط مناطق

### یادمان سازه
شرکت یادمان سازه مسئولیت مدیریت و ساخت طرح‌ها و پروژه‌های بزرگ عمرانی شهرداری تهران را به عهده دارد که از سال ۱۳۷۳ تأسیس شده‌است. برخی از فعالیت‌های شرکت عبارتند از ساخت مرکز ارتباطات بین‌المللی تهران شامل پروژه‌های برج میلاد، مرکز همایش‌های بین‌المللی و مجموعه‌های جنبی و همچنین مجموعه نمایشگاهی شهر آفتاب و ساخت و تکمیل پایگاه‌های پشتیبانی مدیریت بحران. این شرکت مسئولیت تعمیرات تخصصی و مقاوم‌سازی پل‌های سواره‌رو شهر تهران را بر عهده داشت. اکنون به عنوان زیرمجموعه معاونت مالی و اقتصاد شهری فعالیت می کند.  این شرکت از دو معاونت «فنی و اجرایی» و «مالی و اداری» تشکیل شده‌است. برخی از راهبردها و ماموریتهای شرکت به شرح زیر است.شرکت یادمان سازه از سال ۱۴۰۲ از بدنه معاونت فنی و عمرانی جدا و لایحه انحلال آن در شورای شهر تهران در حال بررسی است.
- افزایش سرانه فضاهای تفریحی شهر تهران با امکان اسکان موقت شهروندان در زمان بحران
- بهسازی و نوسازی بافت‌های فرسوده شهری و احیاء پلازاهای تاریخی و محوری شهر تهران
- عدم تکیه بر منابع مالی شهرداری با واگذاری طرح‌ها به بخش خصوصی و کاهش تصدی‌گری شهرداری
- اتمام پروژه‌های نیمه تمام پربازده و تسریع در بهره‌برداری با ارتقای کیفی پروژه‌ها
- توجه به نشانه‌های یادمانی با محتوای فرهنگی به منظور اشاعه فرهنگ اسلامی، ایرانی
- پایش و نگهداری سازه‌های خاص یادمانی شهر تهران